# Hypermnésie (histoire)
Pour l’article homonyme, voir Hypermnésie.
 (juillet 2025).
Motif : Pas d'existence démontrée de ce concept en histoire
- Archive Wikiwix
- Bing
- Cairn
- DuckDuckGo
- E. Universalis
- Gallica
- Google
- G. Books
- G. News
- G. Scholar
- Persée
- Qwant
- (zh) Baidu
- (ru) Yandex
- (wd) trouver des œuvres sur Wikidata

| 1. | Préciser le motif de la pose du bandeau. | Précisez le motif de la pose du bandeau en utilisant la syntaxe suivante : {{admissibilité à vérifier\|date=juillet 2025\|motif=remplacez ce texte par le motif}}                           |
| 2. | Informer les utilisateurs concernés.     | Pensez à avertir le créateur de l'article, par exemple, en insérant le code ci-dessous sur sa page de discussion : {{subst:avertissement admissibilité à vérifier\|Hypermnésie (histoire)}} |

L'hypermnésie est un concept d'historiographie qui désigne un déséquilibre entre le souvenir que la conscience collective garde d'un fait historique, et le souvenir d'autres faits contemporains qui font quant à eux l'objet d'une amnésie collective ou d'une hypomnésie.

## Concept
Le concept aurait été inventé par Alain Besançon dans ses travaux sur la Seconde Guerre mondiale[réf. nécessaire]. Il utilise ce concept pour souligner que certains faits particulièrement marquants tendent à prendre une place disproportionnée dans la mémoire collective, quand d'autres faits tout aussi marquants (numériquement, par exemple dans le cas de la collaboration en France) sont oubliés, consciemment ou non. 
L'hypermnésie en histoire fait l'objet de débats et de discussions sur ses causes ainsi que sur son intensité en fonction des pays. La concurrence mémorielle aurait pour conséquence l'inflation de la mémoire de certains évènements par rapport à d'autres du fait des forces en présence[pas clair] dans cette concurrence. Stéphane Audoin-Rouzeau souligne que la brutalité des évènements ressentis favorise l'hypermnésie de ces évènements, ce qui a conduit à une hypermnésie des guerres mondiales.

## Exemples historiques

### Nazisme et communisme
Alain Besançon souligne l'amnésie sur les crimes communistes en regard de l'hypermnésie sur la cruauté nazie.

### Collaboration en Grèce
Le terme est utilisé également pour décrire le traitement des collaborationnistes et des résistants en Grèce durant la Seconde guerre mondiale.

### Multiplicité des acteurs de la Première guerre mondiale
L'historienne Anna Bellavitis remarque une hypermnésie au sujet des poilus de la Première Guerre mondiale par rapport à l'amnésie sur tous les acteurs qui ont travaillé derrière les lignes de soutien logistique, notamment les femmes.